# USS LST-996
O USS LST-996 foi um navio de guerra norte-americano da classe LST que operou durante a Segunda Guerra Mundial.